# Campionato mondiale di canoa polo 2004
I decimi campionati mondiali di canoa polo si sono tenuti a Miyoshi in Giappone, dal 21 al 25 luglio 2004 e hanno visto la vittoria dei Paesi Bassi nella categoria maschile senior, della Gran Bretagna nella categoria femminile senior e della Spagna nella categoria Under 21 maschile.
Alla competizione hanno preso parte 18 federazioni che hanno schierato altrettante formazioni senior maschili, 14 formazioni senior femminili e 6 formazioni Under 21.
Nessuna nazione è riuscita a piazzare una formazione sul podio delle tre categorie. Gran Bretagna (1 oro e 1 bronzo) e Germania (2 argenti) sono le uniche nazioni plurimedagliate dell'edizione 2004.
L'Europa, con 10 federazioni e 19 squadre è stato il continente più rappresentato, mentre l'Africa non era rappresentata.

## Classifica maschile senior
| Pos. | Squadra       |
| ---- | ------------- |
|      | Paesi Bassi   |
|      | Germania      |
|      | Regno Unito   |
| 4    | Francia       |
| 5    | Italia        |
| 6    | Australia     |
| 7    | Spagna        |
| 8    | Portogallo    |
| 9    | Taipei cinese |
| 10   | Irlanda       |
| 11   | Giappone      |
| 12   | Svizzera      |
| 13   | Nuova Zelanda |
| 14   | Canada        |
| 15   | Hong Kong     |
| 16   | Svezia        |
| 17   | Singapore     |
| 18   | Stati Uniti   |

## Classifica femminile senior
| Pos. | Squadra       |
| ---- | ------------- |
|      | Regno Unito   |
|      | Germania      |
|      | Francia       |
| 4    | Giappone      |
| 5    | Australia     |
| 6    | Nuova Zelanda |
| 7    | Paesi Bassi   |
| 8    | Italia        |
| 9    | Canada        |
| 10   | Irlanda       |
| 11   | Svezia        |
| 12   | Stati Uniti   |
| 13   | Singapore     |
| 14   | Hong Kong     |

## Classifica maschile U21
| Pos. | Squadra       |
| ---- | ------------- |
|      | Spagna        |
|      | Italia        |
|      | Giappone      |
| 4    | Taipei cinese |
| 5    | Canada        |
| 6    | Hong Kong     |